# شیپلی (اورگن)
شیپلی (به انگلیسی: Shipley) یک منطقهٔ مسکونی در ایالات متحده آمریکا است که در شهرستان یمهیل، اورگن واقع شده‌است.